# Vas (comitaat)
Vas is een comitaat (megye) in het westen van Hongarije. Het comitaat telt 256.629 inwoners (2011). De Duitse naam, die vooral in een historische context wordt gebruikt, luidt Eisenburg. Ook het Hongaarse woord vas betekent ijzer. De hoofdplaats is Szombathely.

## Geografie
Vas wordt begrensd door Oostenrijk in het westen, Slovenië in het zuidwesten, en de comitaten Győr-Moson-Sopron in het noorden, Veszprém in het oosten en Zala in het zuiden.
Nog negen andere plaatsen hebben de status van stad. Daarvan tellen Sárvár, Körmend, Kőszeg en Celldömölk elk meer dan 10.000 inwoners. In Vas woont een relatief groot deel van de bevolking in kleine dorpen: 59% woont in plaatsen met minder dan 500 inwoners.
Vas heeft een heuvelachtig landschap, dat wordt doorsneden door de rivier de Rába. Het noorden is vlak en behoort tot de Kleine Hongaarse Laagvlakte (Kisalföld).

## Geschiedenis
Vas was tot 1920 groter dan tegenwoordig: in 1918 gingen de westelijke gebieden deel uitmaken van het Oostenrijkse Burgenland (Eisenburg is een van de Burgen in die naam) en in 1920 werd een gebied bij Muraszombat (Sloveens: Murska Sobota) in het zuidwesten aan het Koninkrijk van Serven, Kroaten en Slovenen toegewezen. Dit gebied behoort inmiddels tot Slovenië.

## Bevolking
Het comitaat had tijdens de volkstelling 2011 in totaal 256.629 inwoners. Hiervan behoorden er 14.035 tot de minderheden. De belangrijkste minderheden zijn de Roma (2559), Kroaten (3102) en de Duitsers (2148).

## Kistérségek (deelgebieden)
- Celldömölk
- Csepreg
- Körmend
- Kőszeg
- Őriszentpéter
- Sárvár
- Szentgotthárd
- Szombathely
- Vasvár

## Steden en dorpen

### Stad met comitaatsrecht
- Szombathely

### Andere steden
(gesorteerd naar bevolkingsomvang, volgens de census van 2001)
- Sárvár (15.651)
- Körmend (12.616)
- Köszeg (11.731)
- Celldömölk (11.650)
- Szentgotthárd (9.090)
- Vasvár (4.705)
- Csepreg (3.640)
- Répcelak (2.697)
- Őriszentpéter (1.293)

### Dorpen
- Acsád
- Alsószölnök
- Alsóújlak
- Andrásfa
- Apátistvánfalva
- Bádonfa
- Bajánsenye
- Balogunyom
- Bejcgyertyános
- Bérbaltavár
- Bő
- Boba
- Bogát
- Bögöt
- Bögöte
- Borgáta
- Bozsok
- Bozzai
- Bucsu
- Bük
- Cák
- Chernelházadamonya
- Csákánydoroszló
- Csánig
- Csehi
- Csehimindszent
- Csénye
- Csipkerek
- Csönge
- Csörötnek
- Csempeszkopács
- Daraboshegy
- Döbörhegy
- Döröske
- Dozmat
- Duka
- Egervölgy
- Egyházashetye
- Egyházashollós
- Egyházasrádóc
- Felsőcsatár
- Felsőjánosfa
- Felsőmarác
- Felsőszölnök
- Gasztony
- Gencsapáti
- Gérce
- Gersekarát
- Gór
- Gyanógeregye
- Gyöngyösfalu
- Gyöngyöshermán
- Győrvár
- Halastó
- Halogy
- Harasztifalu
- Hegyfalu
- Hegyháthodász
- Hegyhátsál
- Hegyhátszentjakab
- Hegyhátszentmárton
- Hegyhátszentpéter
- Horvátlövő
- Horvátzsidány
- Hosszúpereszteg
- Ikervár
- Iklanberény
- Ispánk
- Ivánc
- Ják
- Jákfa
- Jánosháza
- Káld
- Kám
- Karakó
- Katafa
- Keléd
- Kemeneskápolna
- Kemenesmagasi
- Kemenesmihályfa
- Kemenespálfa
- Kemenessömjén
- Kemenesszentmárton
- Kemestaródfa
- Kenéz
- Kenyeri
- Kercaszomor
- Kerkáskápolna
- Kétvölgy
- Kisrákos
- Kissomlyó
- Kisunyom
- Kiszsidány
- Köcsk
- Kondorfa
- Kőszegdoroszló
- Kőszegpaty
- Kőszegszerdahely
- Lócs
- Lukácsháza
- Magyarlak
- Magyarnádalja
- Magyarszecsőd
- Magyarszombatfa
- Meggyeskovácsi
- Megyehíd
- Mersevát
- Mesterháza
- Mesteri
- Meszlen
- Mikosszéplak
- Molnaszecsőd
- Nádasd
- Nagygeresd
- Nagykölked
- Nagymizdó
- Nagyrákos
- Nagysimonyi
- Nagytilaj
- Nárai
- Narda
- Nemesbőd
- Nemescsó
- Nemeskeresztúr
- Nemeskocs
- Nemeskolta
- Nemesládony
- Nemesmedves
- Nemesrempehollós
- Nick
- Nyőgér
- Olaszfa
- Ölbő
- Ólmod
- Orfalu
- Őrimagyarósd
- Ostffyasszonyfa
- Oszkó
- Pácsony
- Pankasz
- Pápoc
- Pecöl
- Perenye
- Peresznye
- Petőmihályfa
- Pinkamindszent
- Pornóapáti
- Porpác
- Pósfa
- Püspökmolnári
- Pusztacsó
- Rábagyarmat
- Rábahídvég
- Rábapaty
- Rábatöttös
- Rádóckölked
- Rátót
- Répceszentgyörgy
- Rönök
- Rum
- Sajtoskál
- Salköveskút
- Sárfimizdó
- Sé
- Simaság
- Sitke
- Söpte
- Sorkifalud
- Sorkikápolna
- Sorokpolány
- Sótony
- Szaknyér
- Szakonyfalu
- Szalafő
- Szarvaskend
- Szatta
- Szeleste
- Szemenye
- Szentpéterfa
- Szergény
- Szőce
- Tanakajd
- Táplánszentkereszt
- Telekes
- Tokorcs
- Tömörd
- Tompaládony
- Tormásliget
- Torony
- Uraiújfalu
- Vámoscsalád
- Vasalja
- Vásárosmiske
- Vasasszonyfa
- Vasegerszeg
- Vashosszúfalu
- Vaskeresztes
- Vassurány
- Vasszécseny
- Vasszentmihály
- Vasszilvágy
- Vát
- Velem
- Velemér
- Vép
- Viszák
- Vönöck
- Zarkaháza
- Zsédeny
- Zsennye